# Zaldy Ampatuan
Zaldy Uy Ampatuan (nascido em 22 de agosto de 1967) é um ex-político e assassino em massa filipino condenado. Ele é um dos principais autores do massacre de Maguindanao, juntamente com seu pai, irmãos e sobrinhos. Foi governador da Região Autónoma do Mindanau Muçulmano de 2005 até sua suspensão em 2009 devido ao seu papel no massacre. Foi membro da Assembleia Legislativa da região autônoma de 1993 a 1998.
Como um dos filhos de Andal Ampatuan Sr., ele faz parte de uma poderosa dinastia política sediada em Maguindanao.

## Massacre de Maguindanao
Zaldy Ampatuan iniciou seu mandato como governador da Região Autónoma do Mindanau Muçulmano em 30 de setembro de 2005. Zaldy foi expulso do cargo quando seu irmão, Andal Ampatuan Jr., foi acusado de realizar o massacre de Maguindanao em 2009. Foi preso na província de Maguindanao e mantido pelos militares filipinos sob acusações de rebelião, mas em abril de 2010 o Departamento de Justiça decidiu retirar todas as acusações de assassinato contra ele, alegando falta de provas. No entanto, em maio de 2010, o Secretário de Justiça, Alberto Agra, reverteu a decisão e restabeleceu as acusações de assassinato contra Ampatuan devido a novas evidências.
Em 19 de dezembro de 2019, os irmãos Ampatuan, Zaldy, Andal Jr. e Anwar Sr., bem como seus outros parentes e cúmplices, foram condenados por 57 acusações de assassinato. A juíza Jocelyn Solis-Reyes, do Tribunal Regional de Primeira Instância da Cidade de Quezon, condenou-os à reclusão perpétua (20 a 40 anos de prisão), sem direito à liberdade condicional. Eles cumprirão 30 anos de prisão, já que os 10 anos de detenção serão creditados às suas sentenças.  Os apenados também foram condenados a pagar ₱ 155,6 milhões em indenização aos herdeiros de suas vítimas.